# Betechtinkjeda
Betechtinkjeda är en bergskedja i Antarktis. Norge gör anspråk på området.